# Georgios Samaras
Georgios Samaras (grekiska: Γιώργος Σαμαράς), född 21 februari 1985 i Heraklion i Grekland, är en grekisk före detta fotbollsspelare.

## Karriär

### Klubblag
Samaras flyttade till Nederländerna som 16-åring för att spela för Heerenveen i Eredivisie. Han gjorde debut i laget under säsongen 2003/2004 och fick då spela totalt tio matcher. Han fortsatte i laget i två säsonger till innan engelska lag började visa intresse för honom.
Efter att lag som Arsenal visat intresse för Samaras skrev han på kontrakt för Manchester City för 6 miljoner pund i januari 2006, vilket gjorde honom till den dyraste grekiske spelaren i Europa. Han gjorde debut för Manchester City i en match mot Newcastle och gjorde sitt första mål när laget vann med 3–2 mot Charlton.
Samaras fick en svår start i Premier League under säsongen 2006/2007, då han bara gjorde sex mål på 42 matcher. Det ledde till att många kritiserade köpet av honom för hans oförmåga att göra mål. Tidningen The Times hade t.o.m. med Samaras på 45:e plats i en lista över de femtio sämsta övergångarna för Premier League-klubbar sen ligan startades 1992.
Det spekulerades mycket om att han var på väg bort från City i och med den nye tränaren Sven-Göran Eriksson; han fick spela sin första match för säsongen 25 september 2007 mot The Championship-klubben Norwich, där han gjorde mål i 89:e minuten, vilket gav Manchester vinsten.
Efter sex år i Celtic lämnade Samaras i augusti 2014 för West Bromwich på free transfer.

### Landslag
Samaras gjorde debut för Greklands landslag 28 februari 2006 i en vänskapsmatch mot Vitryssland, där han gjorde matchens enda mål. Han var även med i kvalet till fotbolls-EM 2008.

## Familj
Georgios Samaras är son till Giannis Samaras.